# Lobsang Gyaltsen
Lobsang Gyaltsen (tibétain : བློ་བཟང་རྒྱལ་མཚན, Wylie : blo bzang rgyal mtshan, THL : lozang gyaltsen ; chinois : 洛桑江村 ; pinyin : Luòsāng jiāngcūn), aussi appelé Losang Jamcan (né en juillet 1957 à Chagyab, dans la région tibétaine de république populaire de Chine) est un homme politique tibétain. Le 29 janvier 2013, il est nommé Président du Gouvernement de la région autonome du Tibet, en république populaire de Chine. Il doit rendre compte au secrétaire du Parti communiste chinois au Tibet, Chen Quanguo d'ethnie han, une position jamais détenue par un Tibétain. Une vague de répression religieuse a précédé la confirmation formelle de sa nomination. Dans son premier discours en tant que nouveau gouverneur, Gyaltsen suivi la ligne dure du parti, déclarant que, selon lui l'administration régionale va « résolument lutter » contre la chef spirituel tibétain en exil, Tenzin Gyatso, le XIVe dalaï-lama.

## Biographie
Gyaltsen est né dans le Chagyab, au Tibet, en juillet 1957 et a étudié à l'Institut des nationalités du Tibet, situé à Xianyang, dans la province du Shaanxi, pendant cinq ans et a travaillé à l'université pendant 10 ans. Il a enseigné la théorie marxiste. Entre mai 1996 et janvier 2003, il était maire de Lhassa et fut secrétaire adjoint du Comité du PCC à Lhassa.
De janvier 2003 à janvier 2013, il a occupé différents postes, dont vice-président de l'administration régionale et secrétaire adjoint du Comité du PCC pour la région.
Le 15 janvier 2017, il est remplacé par Qi Zhala (Che Dalha (en)).